# Pont sobre el riu Francolí
El Pont sobre el riu Francolí és una obra de la Masó (Alt Camp) protegida com a bé cultural d'interès local.

## Descripció
El pont està situat damunt del riu Francolí, prop del poble de la Masó. És d'uns 25 metres de llargada dividit en tres cossos per dos grans pilars. El cos central és format per quatre obertures d'arc rebaixat que recolzen sobre tres bases. Els dos laterals, construïts per salvar el desnivell, es troben adossats als pilars. Un d'ells té tres obertures d'arc de mig punt. El material emprat és la pedra, i el maó en les voltes.